# André de Ryckman de Winghe
Pour les autres membres de la famille, voir Famille de Ryckman.
André-Corneille-Jean de Ryckman de Winghe, seigneur de Winghe-Saint-Georges, Gempe, Craeywinckel et Geetbets, né le 29 août 1795 à Diest et mort le 1er mars 1869 à Louvain, est un homme politique belge.

## Biographie
D'une famille patricienne de Liège, André de Ryckman de Winghe est le fils de Lambert de Ryckman, seigneur de Betz, de Gempe, de Craeywinckel et de Winghe, écoutète de Diest et président du canton de Glabbeek, et de Barbe van der Vekene, dame de Winghe. Il est l'arrière petit-fils de Jean de Ryckman de Betz.
Marié à la vicomtesse Félicité de Spoelberch de Lovenjoul, fille du vicomte Jean-Henri de Spoelberch (nl) et tante de Charles de Spoelberch de Lovenjoul, il le beau-père de Jules Roberti.
En 1851, il devient sénateur catholique de l'arrondissement de Louvain et occupe ce mandat jusqu'en 1859. Il est conseiller provincial du Brabant de 1848 à 1851. Il est également maire de Pellenberg, de 1827 à 1841.

## Mandats et fonctions
- Bourgmestre de Pellenberg : 1827-1841
- Conseiller provincial de Brabant : 1848-1851
- Sénateur par l'arrondissement de Louvain : 1851-1859

## Sources
- Le Parlement belge, 1831-1894, p. 222.
- J. Stengers, J.-L. De Paepe, M. Gruman e.a., Index des éligibles au Sénat (1831-1893), Brussel, 1975.
- Annuaire de la noblesse, 1866, p. 263-264.

- Ressource relative à plusieurs domaines :   - ODIS